# Cal Noguera (l'Estany)
Cal Noguera és una masia del terme municipal de l'Estany, a la comarca catalana del Moianès.
Està situada a l'extrem nord-oest del nucli de població, al capdamunt dels carrers del Serrat i de Sant Pere, a la sortida del poble cap al Cementiri municipal, cap a la Crossa i cap al Collet de Sant Pere, en el vessant nord-est del turó de la Devesa.